# Centromerus phoceorum
Centromerus phoceorum là một loài nhện trong họ Linyphiidae.
Loài này thuộc chi Centromerus. Centromerus phoceorum được Eugène Simon miêu tả năm 1929.